# 샤프하우젠
샤프하우젠(독일어: Schaffhausen, 독일어: [ʃafˈhaʊzn̩] ( 듣기))은 스위스 샤프하우젠주의 주도이다. 역사적인 뿌리를 가진 도시로, 2016년 12월 기준으로 추정 인구는 36,000명이다. 하이라인강 기슭 바로 옆에 있다. 노이하우젠 암 라인팔, 역사적인 노인키르히 및 중세 슈타인 암 라인과 함께 라인강 북쪽에 위치한 4개의 스위스 도시 중 하나이다.

구시가지에는 외부 프레스코화와 조각품으로 장식된 많은 훌륭한 르네상스 시대 건물과 오래된 주 요새인 무노트가 있다. 샤프하우젠은 스위스와 독일 철도 네트워크의 철도 교차점이기도 하다. 노선 중 하나는 유럽에서 가장 큰 폭포이자 관광 명소인 노이하우젠 암 라인팔에 있는 인근 라인 폭포와 마을을 연결한다.
샤프하우젠의 공식 언어는 (스위스 표준의 다양한) 독일어이지만, 주요 구어 언어는 알레만식 스위스 독일어 방언의 현지 변형이다.

## 이름
이 도시는 1045년에 Villa Scafhusun으로 처음 언급되었다. 이 이름의 기원에 대해서는 적어도 두 가지 설이 있다.
하나는 1050년에 처음으로 라인강 건너편에 있는 "여드름(ford)"에 대한 언급과 관련이 있다. 이 "여대(ford)"는 실제로 콘스탄스에서 오는 물품을 하선하여, 라인 폭포 주변으로 옮기는 데 사용되었던 스카파(scapha) 또는 ‘편주’를 의미할 수 있다. Scafhusun이라는 이름은 그 시점에 사용된 스카파에서 유래했다.
또 다른 이론은 Scafhusun이 숫양(지금은 양)이 마을의 고대 무기(1049년까지 추적 가능)를 형성했기 때문에 Schaf (양)에서 유래했다는 것이다.

## 역사
샤프하우젠은 중세의 도시국가였으며, 1045년부터 자신의 주화를 주조한 것으로 기록되어 있다. 1,050년경에 넬룬부르크 백작은 도시의 중심이 된 베네딕토회 모든 성도 수도원(All Saints abbey)을 설립했다. 빠르면 1190년, 1208년에는 확실히 제국의 자유 도시였으며, 첫 번째 봉인은 1253년부터 시작되었다. 수도원장의 권한은 점차적으로 제한되었고, 1277년에 루돌프 1세 황제는 도시에 자유 헌장을 주었다. 1330년에 바이에른의 황제 루트비히 4세는 그것을 합스부르크 왕가에게 서약했다. 15세기 초, 도시에 대한 합스부르크의 권력은 약해졌다. 1411년까지 길드는 도시를 지배했다. 그리고 1415년 합스부르크 공작 오스트리아의 
프리드리히 4세는 콘스탄츠 공의회에서 교황 요한 23세의 편에 섰으며, 황제 지기스문트에 의해 파문당했다. 금지령과 프리드리히의 재정 부족으로 인해 샤프하우젠은 1418년 합스부르크 왕가로부터 독립할 수 있었다. 이 도시는 1454년에 6개의 구스위스 연방과 동맹을 맺었고, 1479년에는 추가로 2개(우리와 운터발덴)와 동맹을 맺었다. 샤프하우젠은 1501년에 구스위스 연방의 정회원이 되었다.
종교 개혁은 1524년에 최초로, 그리고 1529년에 완전히 채택되었다. 이 도시는 30년 전쟁 동안 스웨덴(프로테스탄트)과 바이에른 (로마 가톨릭) 군대의 통과로 크게 손상당했으며, 매우 중요한 다리가 전소되었다. 19세기 초가 되어서야 도시의 산업 개발이 중단되었다. 1857년, 빈터투어에서 출발하는 최초의 철도인 라인팔반이 샤프하우젠에 도착했다.
샤프하우젠은 삼면이 독일로 둘러싸인 스위스 영토에 길다랗게 위치해 있다. 1944년 4월 1일 샤프하우젠은 항법 오류로 독일 영공에서 중립 스위스로 이탈한 미 육군 공군 항공기의 폭격을 받았다. 공습 사이렌은 이전에도 실제 공격이 없었었지만, 자주 울렸기 때문에, 그날도 많은 주민들이 사이렌을 무시했다. 이 공격으로 총 40명의 민간인이 사망했다. 프랭클린 델라노 루즈벨트 대통령은 샤프하우젠 시장에게 개인적인 사과 편지를 보냈고, 미국은 신속하게 400만 달러의 배상금을 제시했다.

## 지리

### 지형
샤프하우젠 마을은 라인강의 오른쪽 기슭에 있다. 2004/09 조사 기준, 샤프하우젠의 면적은 41.85k㎡이었다. 이 면적 중 약 20.2%가 농업용으로, 53.4%가 산림이다. 나머지 토지 중 24.8%는 정착지(건물 또는 도로)이고, 1.6%는 불모지이다. 지난 20년(1979/85-2004/09) 동안 정착된 토지의 양은 95ha 증가했고, 고 농경지는 117ha 감소했다.
1947년에는 부히탈렌 이전 지자체와 합병되었다. 헤르블린겐이 흡수된 1964년과 헤멘탈이 지자체에 합류한 2009년에 세 번째로 면적이 확장되었다.
샤프하우젠은 독일 마을인 뷔징엔 암 호히라인(Büsingen am Hochrhein)과 국경을 접하고 있다.

### 기후
샤프하우젠은 연간 평균 122.5일의 비 또는 눈이 내리며, 평균 강수량은 907mm이다. 가장 습한 달은 7월로 샤프하우젠의 평균 강수량은 95mm이다. 이달의 평균 강수량은 11.3일이다. 일년 중 가장 건조한 달은 2월이며 8.4일 동안 평균 강수량이 59mm이다.
| 샤프하우젠 (기간 1981-2010)의 기후 | 샤프하우젠 (기간 1981-2010)의 기후 | 샤프하우젠 (기간 1981-2010)의 기후 | 샤프하우젠 (기간 1981-2010)의 기후 | 샤프하우젠 (기간 1981-2010)의 기후 | 샤프하우젠 (기간 1981-2010)의 기후 | 샤프하우젠 (기간 1981-2010)의 기후 | 샤프하우젠 (기간 1981-2010)의 기후 | 샤프하우젠 (기간 1981-2010)의 기후 | 샤프하우젠 (기간 1981-2010)의 기후 | 샤프하우젠 (기간 1981-2010)의 기후 | 샤프하우젠 (기간 1981-2010)의 기후 | 샤프하우젠 (기간 1981-2010)의 기후 | 샤프하우젠 (기간 1981-2010)의 기후 |
| 월                                 | 1월                                | 2월                                | 3월                                | 4월                                | 5월                                | 6월                                | 7월                                | 8월                                | 9월                                | 10월                               | 11월                               | 12월                               | 연간                               |
| ---------------------------------- | ---------------------------------- | ---------------------------------- | ---------------------------------- | ---------------------------------- | ---------------------------------- | ---------------------------------- | ---------------------------------- | ---------------------------------- | ---------------------------------- | ---------------------------------- | ---------------------------------- | ---------------------------------- | ---------------------------------- |
| 일평균 최고 기온 °C (°F)           | 2.6 (36.7)                         | 4.7 (40.5)                         | 9.9 (49.8)                         | 14.4 (57.9)                        | 19.2 (66.6)                        | 22.3 (72.1)                        | 24.7 (76.5)                        | 24.0 (75.2)                        | 19.4 (66.9)                        | 13.8 (56.8)                        | 7.0 (44.6)                         | 3.5 (38.3)                         | 13.8 (56.8)                        |
| 일일 평균 기온 °C (°F)             | 0.0 (32.0)                         | 1.1 (34.0)                         | 5.3 (41.5)                         | 9.2 (48.6)                         | 13.7 (56.7)                        | 16.8 (62.2)                        | 18.9 (66.0)                        | 18.3 (64.9)                        | 14.3 (57.7)                        | 9.7 (49.5)                         | 4.2 (39.6)                         | 1.2 (34.2)                         | 9.4 (48.9)                         |
| 일평균 최저 기온 °C (°F)           | −2.4 (27.7)                        | −2.0 (28.4)                        | 1.3 (34.3)                         | 4.4 (39.9)                         | 8.8 (47.8)                         | 11.9 (53.4)                        | 13.8 (56.8)                        | 13.5 (56.3)                        | 10.1 (50.2)                        | 6.4 (43.5)                         | 1.7 (35.1)                         | −0.9 (30.4)                        | 5.6 (42.1)                         |
| 평균 강수량 mm (인치)              | 66 (2.6)                           | 59 (2.3)                           | 65 (2.6)                           | 64 (2.5)                           | 88 (3.5)                           | 92 (3.6)                           | 95 (3.7)                           | 86 (3.4)                           | 72 (2.8)                           | 77 (3.0)                           | 64 (2.5)                           | 79 (3.1)                           | 907 (35.7)                         |
| 평균 강설량 cm (인치)              | 17.6 (6.9)                         | 17.1 (6.7)                         | 5.6 (2.2)                          | 0.8 (0.3)                          | 0.0 (0.0)                          | 0.0 (0.0)                          | 0.0 (0.0)                          | 0.0 (0.0)                          | 0.0 (0.0)                          | 0.0 (0.0)                          | 5.1 (2.0)                          | 11.0 (4.3)                         | 57.2 (22.5)                        |
| 평균 강수일수 (≥ 1.0 mm)           | 10.0                               | 8.4                                | 10.9                               | 9.9                                | 11.3                               | 11.3                               | 11.3                               | 10.5                               | 8.9                                | 9.8                                | 9.7                                | 10.5                               | 122.5                              |
| 평균 강설일수 (≥ 1.0 cm)           | 5.1                                | 5.3                                | 2.2                                | 3.6                                | 0.6                                | 0.0                                | 0.0                                | 0.0                                | 0.0                                | 0.0                                | 1.7                                | 4.2                                | 19                                 |
| 평균 상대 습도 (%)                 | 84                                 | 80                                 | 73                                 | 68                                 | 70                                 | 70                                 | 70                                 | 72                                 | 78                                 | 83                                 | 85                                 | 85                                 | 76                                 |
| 평균 월간 일조시간                 | 39                                 | 71                                 | 114                                | 147                                | 175                                | 191                                | 214                                | 195                                | 142                                | 85                                 | 43                                 | 31                                 | 1,448                              |
| 가능 일조율                        | 17                                 | 29                                 | 36                                 | 42                                 | 42                                 | 46                                 | 50                                 | 51                                 | 44                                 | 30                                 | 18                                 | 14                                 | 38                                 |
| 출처: MeteoSchweiz                 |                                    |                                    |                                    |                                    |                                    |                                    |                                    |                                    |                                    |                                    |                                    |                                    |                                    |

## 인구통계

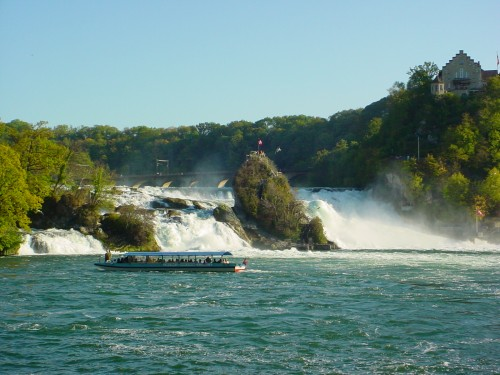
노이하우젠 암 라인팔에서 본 라인 폭포

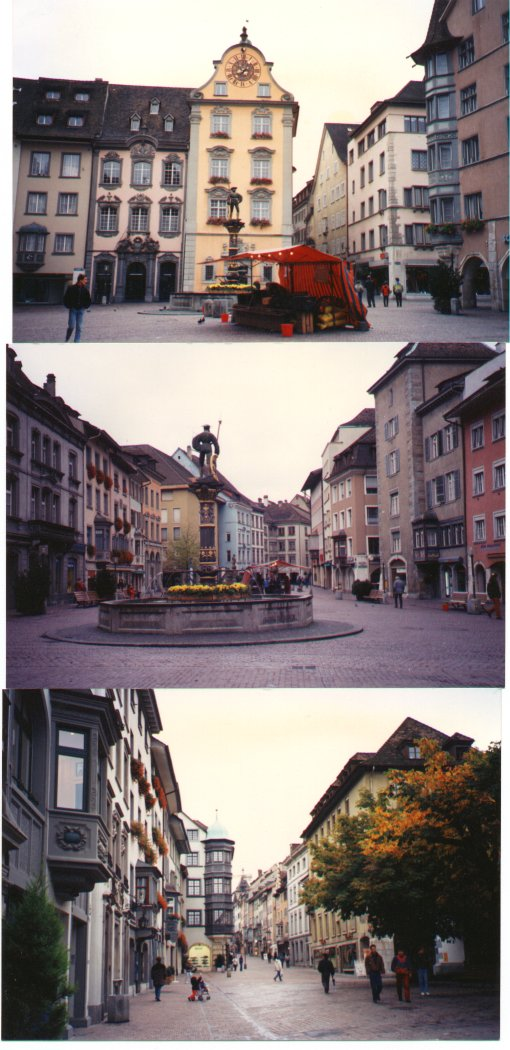
구시가지

샤프하우젠의 인구(2020년 12월 기준)는 36,952명이다. 2014년 기준으로 인구의 27.9%가 거주하는 외국인이다. 외국인 인구(2008년 기준) 중 독일 21%, 이탈리아 13.3%, 크로아티아 8.8%, 세르비아 13.3%, 마케도니아 6%, 터키 9%, 그리고 28.6%는 다른 나라에서 왔다. 대부분의 인구(2000년 기준)는 독일어(84.3%)를 사용하며, 세르비아-크로아티아어가 2위(3.4%)이고, 이탈리아어가 3위(3.2%)이다.
지난 4년(2010-2014) 동안 인구는 2.82%의 비율로 변경되었다. 2014년 지자체의 출생률은 9.6명이었고, 사망률은 인구 1,000명당 10.1명이었다.
2014년 기준으로 아동·청소년(0~19세)이 17.8%, 성인(20~64세)이 61.7%, 노인(64세 이상)이 20.5%를 차지한다. 2015년에는 독신 거주자가 15,288명, 기혼 또는 동거 중인 사람이 15,287명, 미망인이 2,119명, 이혼한 거주자가 3,253명, 질문에 답변하지 않은 사람이 1명이었다.
2014년 샤프하우젠에는 16,723개의 개인 가구가 있었고 평균 가구 규모는 2.10명이었다. 2000년 시정촌의 5,863채의 주거용 건물 중 약 51.5%가 단독 주택이고 29.7%가 다가구 건물이었다. 또한 1919년 이전에 건설된 건물의 약 22.1%, 1991년에서 2000년 사이에 7.6%가 건설되었다.  2013년 인구 1000명당 신규 주택 건설 비율은 1.29이다. 2015년 시정촌 공실률은 0.71%였다.

### 역사적 인구
역사적 인구는 다음 차트에 나와 있다.

### 종교
2000년 기준으로 인구의 27.4%는 로마 카톨릭 교회에 속했고, 43.6%는 스위스 개혁 교회에 속했으며, 나중에 성 요한 뮌스터 교구에서 조직되었다.

### 교육
샤프하우젠에서는 인구의 약 69.8%(25~ 64세)가 필수가 아닌 고등 교육 또는 추가 고등교육(대학 또는 응용학문대학)을 마쳤다. 샤프하우젠에서는 2007년 기준으로 인구의 1.73%가 유치원 또는 다른 유치원에 다니고, 5.65%가 초등학교, 2.98%가 하위 중등학교, 2.49%가 상위 중등학교에 다닌다.

## 경제
2013년 기준으로 자치단체에 고용된 사람은 총 25,749명이다. 이 중 1차 경제 부문의 24개 기업에서 총 103명이 일했다. 1차 업종 종사자의 과반수(61.2%)가 영세 사업체(10인 미만)에서 일하고 있다. 나머지는 총 40명의 직원이 있는 2개의 소규모 사업체에서 일했다. 2 차 부문은 371개의 개별 사업에서 6,403명의 근로자를 고용했다. 2014년 기준 총 2,433명의 직원이 358개 중소기업(50인 미만)에서 근무하고 있다. 1,631명의 중견기업이 13개, 2,333명(평균 규모 777.7명)의 대기업이 3개였다. 마지막으로 3차산업 2,626개 사업체에서 19,243개의 일자리를 제공했다. 2014년에 3차 부문 수는 각각 606개와 20개로 증가했다. 2014년에는 2,597개 중소기업(50인 미만)에서 총 12,890명의 직원이 근무했다. 4,938명의 중견기업이 45개, 2,021명(평균 규모 505.3명)의 대기업이 4개였다.

2014년에는 전체 인구의 1.3%가 사회 지원을 받았다.
2015년 국내 호텔은 총 102,537건의 숙박을 했으며, 그중 52.6%가 해외 방문객이었다. 2015년에는 자치단체에 2개의 영화관이 있었고 총 10개의 스크린과 총 1,816개의 가용 좌석이 있었다. 2008년 현재 102개의 레스토랑과 445개의 침대를 갖춘 11개의 호텔이 있다. 샤프하우젠의 요식업 종사자는 924명이다.
2008년 중반기 평균 실업률은 2.5%였다. 지자체에는 1,879개의 비농업 기업이 있었고 (비농업) 인구의 29.9%가 경제의 2차 부문에 참여했으며, 70.1%가 3차 부문에 참여했다. 동시에 노동인구의 67.1%가 상근직이고 32.9%가 시간제 고용이다. 자치단체 거주자는 21,841명으로 일부 기능에 고용되었으며, 그중 여성이 노동력의 46.6%를 차지했다. 2000년 기준으로 10,019명의 거주자가 지자체에서 일했으며 5,724명의 거주자가 샤프하우젠 외부에서 일했으며 8,026명이 일을 위해 지자체로 통근했다.
샤프하우젠의 실업률은 2007년 기준으로 2.67%이다. 2005년 기준으로 1차 경제 부문에 196명이 고용되어 있으며 이 부문에 약 33개 기업이 참여하고 있다. 6,488명이 2차 부문에 고용되어 있고 이 부문에 293개의 기업이 있다. 14,019명이 3차 부문에 고용되어 있으며 이 부문에 1,486개의 기업이 있다.
샤프하우젠에는 국제적으로 유명한 시계 제조업체인 게오르그 피셔(Georg Fischer, 배관 시스템, 공작 기계 및 자동차), 제약 산업(Bernhard Joos가 설립한 Cilag) 및 BB 바이오테크와 같은 잘 알려진 산업 회사가 있다. 티코 인터내셔널(Tyco International), 가르민(Garmin) 및 사이버 보안 회사인 아크로니스(Acronis)도 샤프하우젠에 통합되었다.

## 교통
샤프하우젠 마을에는 두 개의 기차역이 있다. 샤프하우젠역은 스위스 연방 철도와 도이체반이 공동 소유하고 있으며, 두 국가의 철도 노선이 운행한다. 역에는 프랑크푸르트와 취리히, 바젤과 울름 사이를 운행하는 장거리 여객 열차가 있다. 취리히 S-반의 기차는 S16, S22, S33을 운행하지만, S16만이 취리히까지 직행 서비스를 제공한다. 장크트갈렌 S-반 서비스 S3 및 S8이 호수선을 통해 각각 장크트갈렌과 로르샤흐까지 운행한다. 헤르블링겐역은 샤프하우젠역과 징엔을 연결하는 지역 열차로 불린다.
샤프하우젠은 또한 샤프하우젠 무궤도 전차 시스템을 포함하여 6개 노선의 버스 네트워크를 보유하고 있으며, 이를 통해 헤르블링겐 및 노이하우젠 암 라인팔과 같은 인근 지역과 연결된다. 라인팔 기능으로 가는 경로 중 하나는 레벨5의 자율주행 버스가 운행되는 최초의 경로이다.

## 문화
샤프하우젠에는 국가적으로 중요한 스위스 유산으로 등재된 35개의 건물이나 유적지가 있다. 여기에는 샤프하우젠의 구시가지 전체, 도시 성벽, Giesserei +GF+ Werk I 공장, 마을 및 지역 기록 보관소, 슈비처스빌트 구석기 시대 동굴, 헤르블링겐 및 그뤼탈데 신석기 시대 정착지가 포함된다. 또한, 4개의 구 길드 하우스와 7개의 상장 하우스가 있다. 등재된 종교 건물은 이전 베네딕토회 모든 성도 수도원(All Saints Abbey)과 성 요한 교회 2개뿐이다.

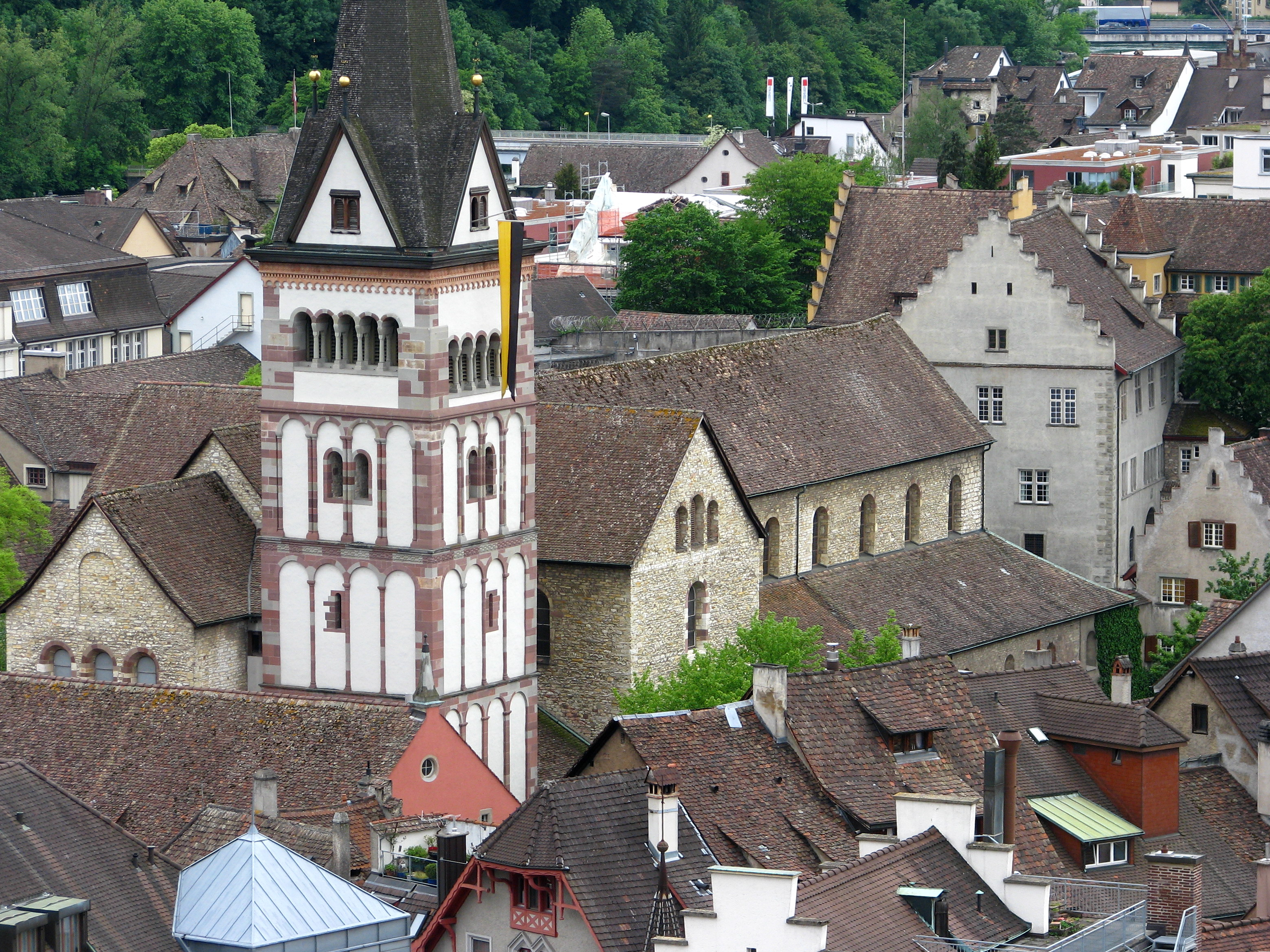
무노트에서 본 모든 성도 수도원
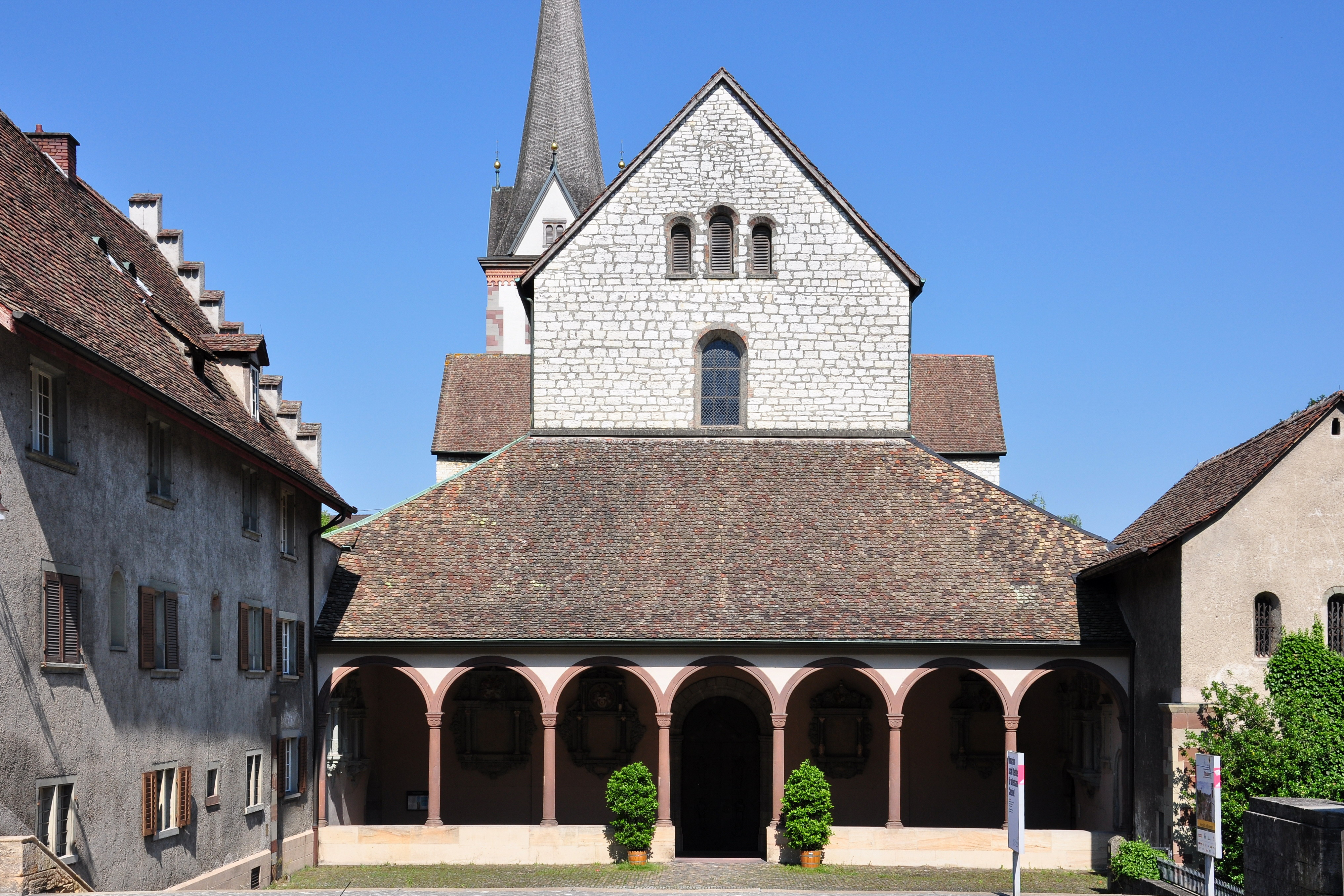
뮌스터 샤프하우젠 교회의 관문
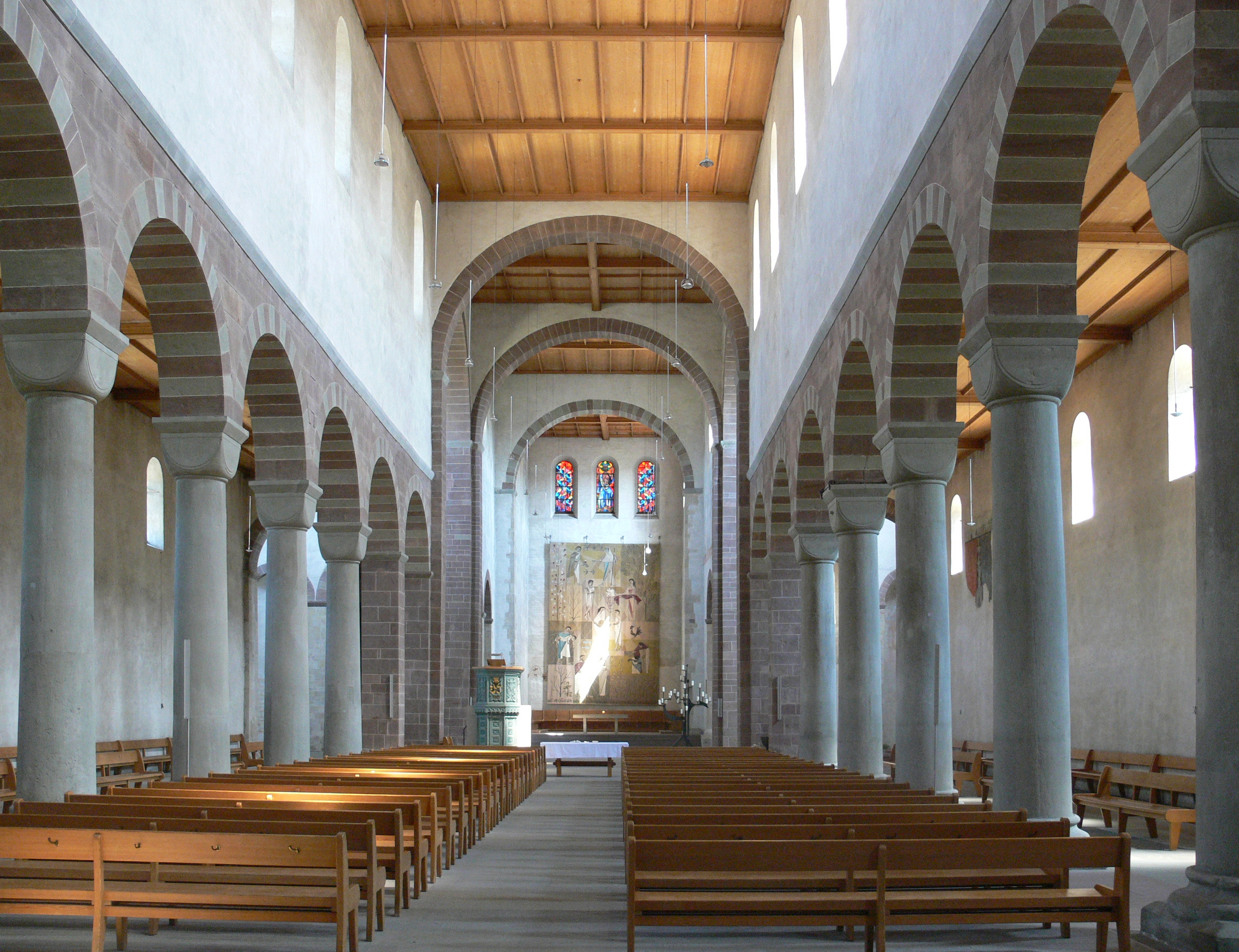
뮌스터 샤프하우젠 성당 내부
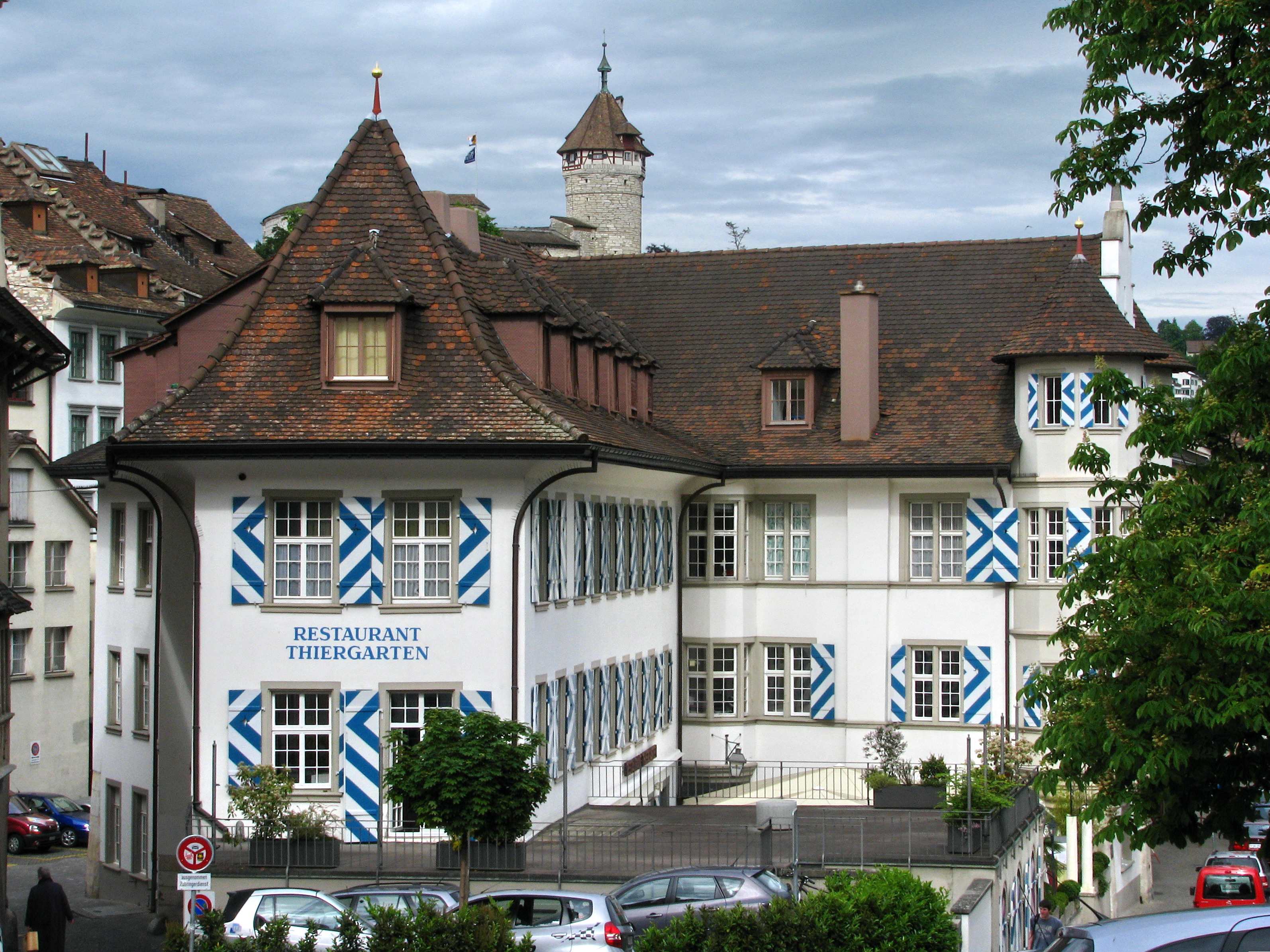
티어가르텐 식당과 무노트 탑
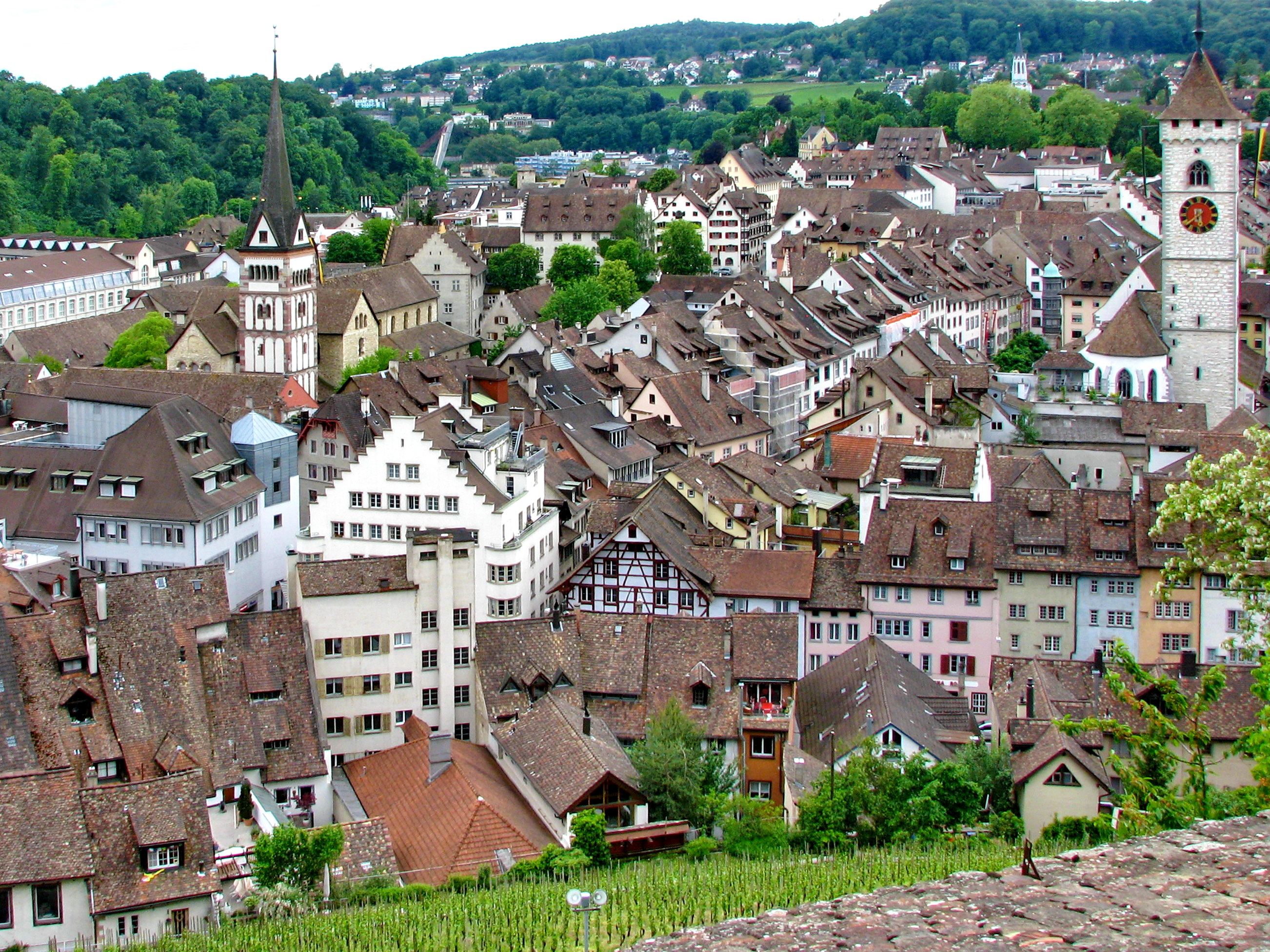
알트슈타트
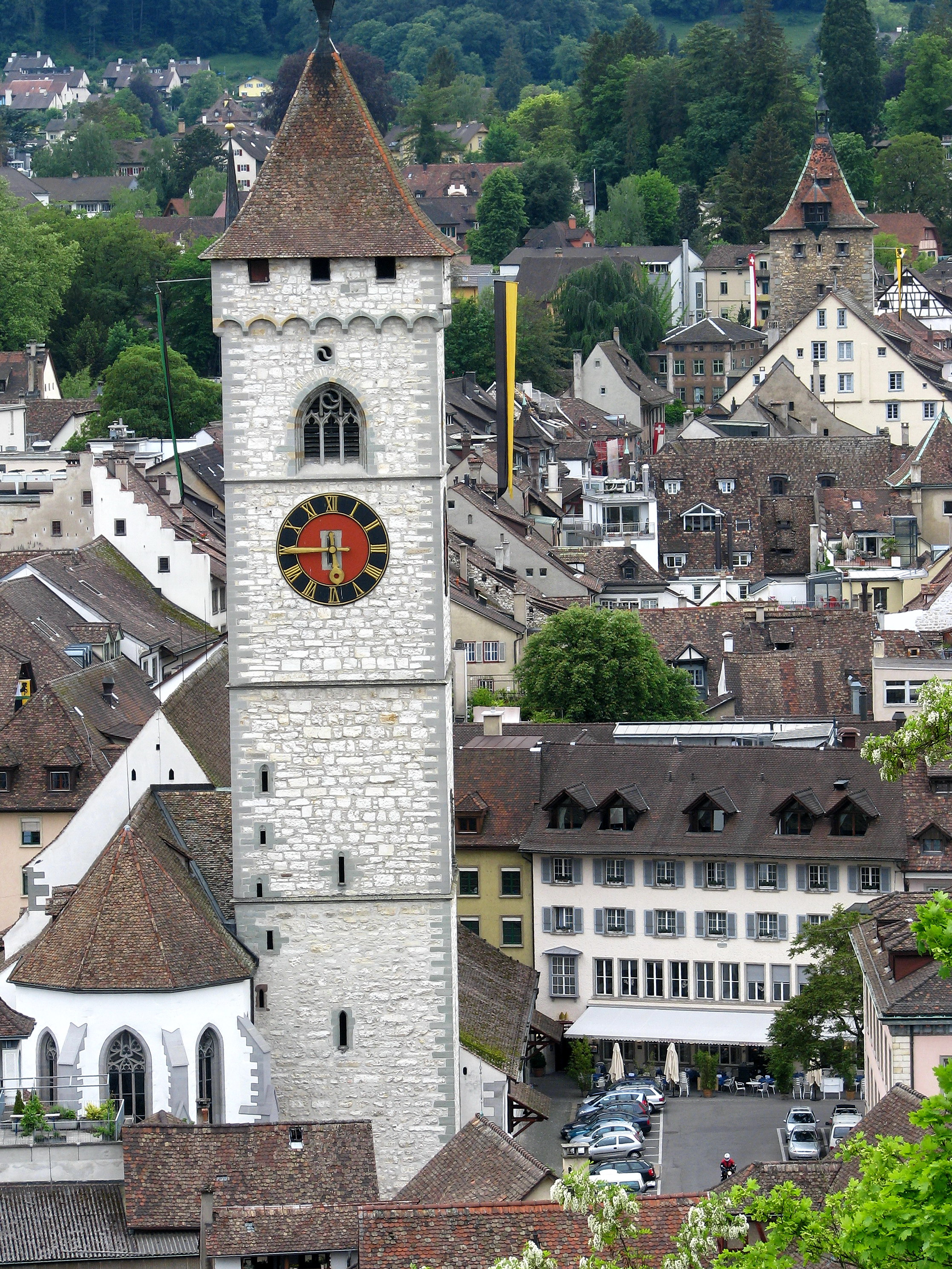
뮌스터 샤프하우젠
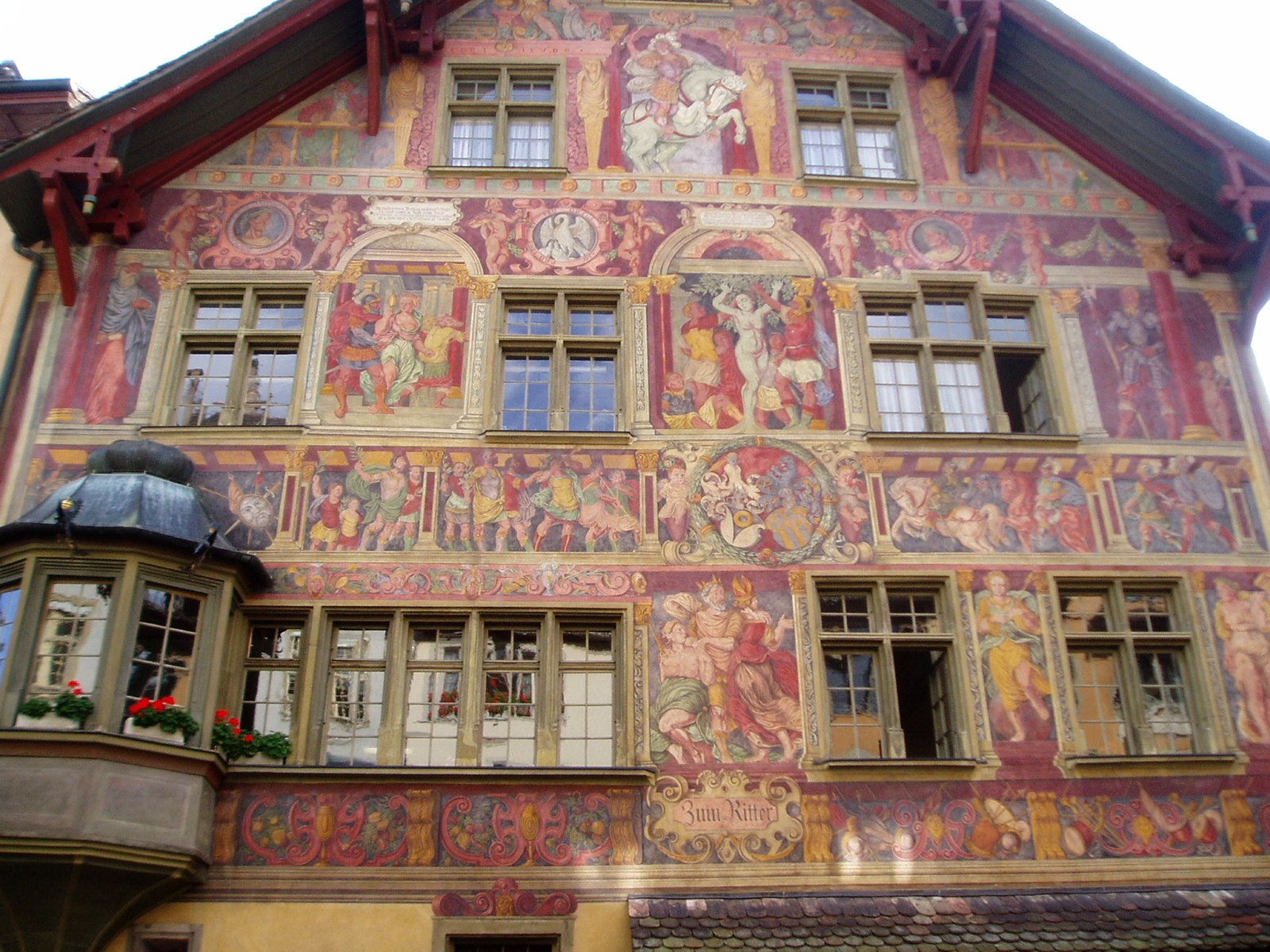
Vordergasse 65번가의zum Ritter 주택, 등재 주택 중 하나
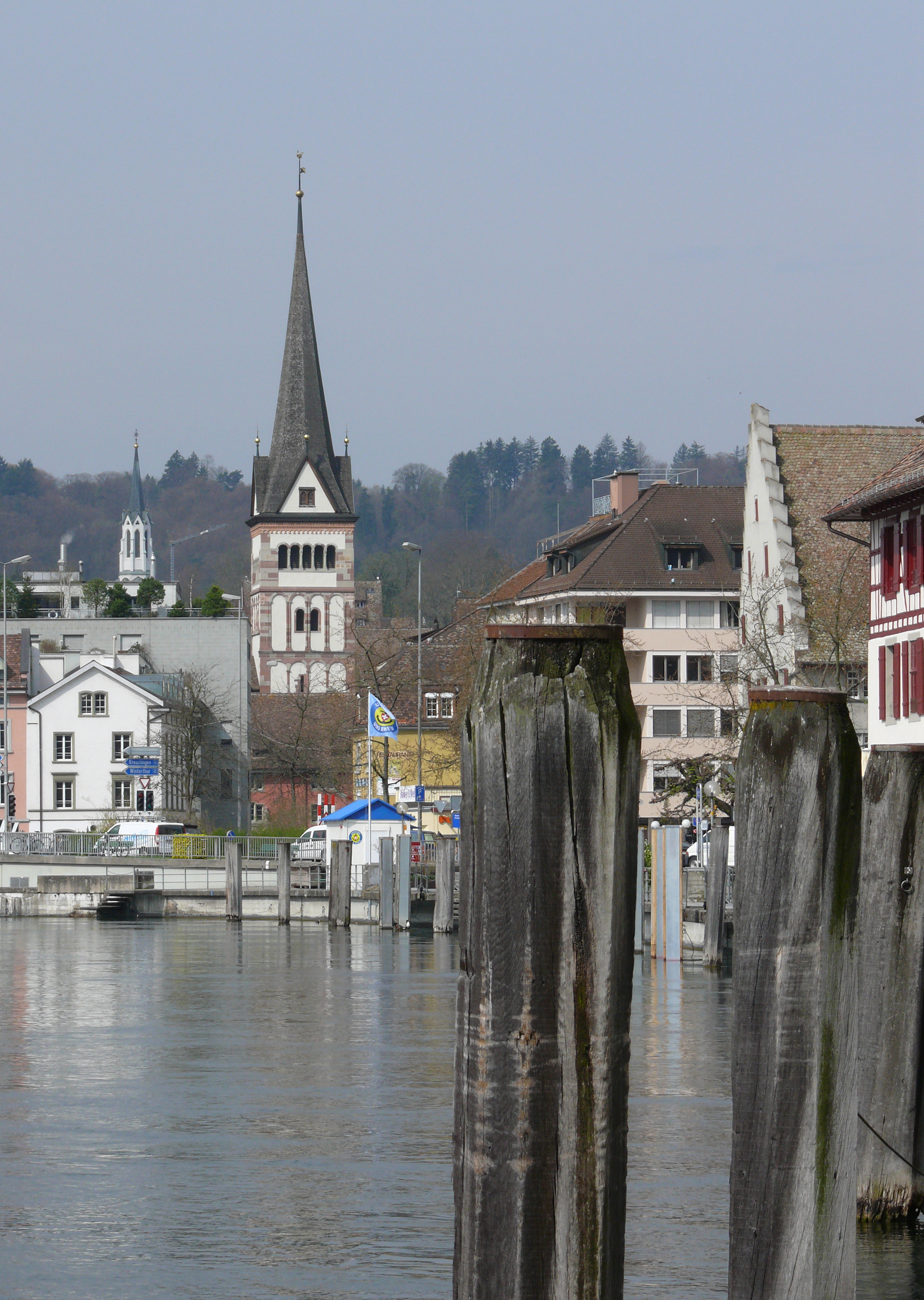
뮌스터와 알트슈타트의 풍경

## 스포츠
이 도시에는 두 개의 축구팀이 있다. 하나는 4부 리그 스위스 1. 리가의 SV 샤프하우젠이고, 나머지는 2부리그 스위스 챌린지리그의 FC 샤프하우젠이다. 샤프하우젠의 브라이테에는 브라이테 경기장으로 알려진 4200명을 수용할 수 있는 축구 경기장이 있다. 지역 어린이 축구팀의 훈련 본부이기도 하다.
샤프하우젠에는 스위스 1부 리그인 카데텐 샤프하우젠에서 뛰는 핸드볼팀이 있다. 그들은 Schweizersbildstrasse에 있는 BBC 아레나를 중심으로 한다. 3,600명을 수용할 수 있으며, 2011년에 지어졌다.
쇼토칸 가라테 클럽 샤프하우젠은 스위스에서 가장 오래된 가라테 클럽 중 하나이다.